# René Puaux

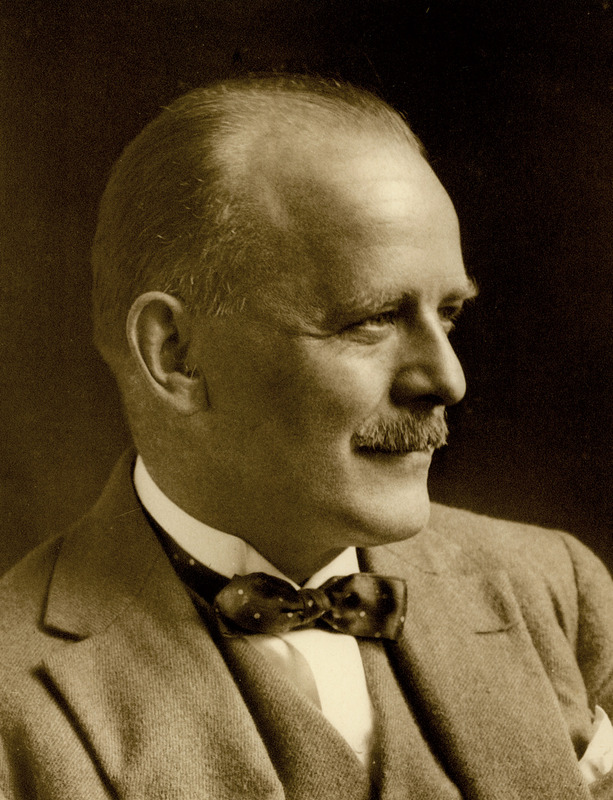
René Puaux.

René François Puaux, född den 18 augusti 1878 i Montivilliers, departementet Seine-Inférieure, död den 1 januari 1937 i Paris, var en fransk journalist och författare. Han var son till Frank Puaux.
Puaux var utrikespolitisk medarbetare i Le Temps och anlitades där för en mängd viktiga korrespondentuppdrag. Han skrev bland annat Pour la Finlande (1899), De Sofia à Tchataldja (1913), La malheureuse Épire (1914), Foch (1918) och Constantinople et la question d'Orient (1920).